# Asphalt (serie)
Asphalt es una serie de videojuegos de carreras desarrollados y publicados por Gameloft. Los juegos en la serie se centran en carreras arcade de ritmo rápido establecidas en varias localizaciones exóticas alrededor del mundo, encargando a los jugadores completar carreras mientras se evaden a las fuerzas policiales en persecuciones policiales.
Asphalt Urban GT, el primer juego de la serie, fue publicado para la Nintendo DS y la N-Gage en 2004 junto con versiones simplificadas de J2ME para teléfonos móviles. Se lanzaron distintas versiones para varias plataformas, la última en la serie principal, siendo Asphalt 9: Legends publicado en 2018; un número de spin-offs también fueron publicados, tales como el endless runner Asphalt Overdrive, Asphalt Nitro, una versión mínima de Asphalt para dispositivos Android con el procedimiento de generación como un punto de venta, Asphalt Xtreme, la primera entrada de la serie de tipo Off-Road y el juego tipo Drag Racing Asphalt Street Storm Racing.

## Elementos comunes
La serie pone énfasis en el ritmo rápido, de estilo arcade de carreras callejeras en la vena de Need for Speed, junto con elementos de otros juegos de carreras tales como Burnout; el spin-off, Asphalt Xtreme se lleva a cabo en carreras todoterreno, con buggies, vehículos utilitarios deportivos y coches de rally en lugar de supercoches, como en los juegos anteriores. Cada juego de la serie pone a los jugadores detrás de la licencia de los coches deportivos de distintos fabricantes, de nivel de entrada de los modelos como el Dodge Dart GT, el Mini Cooper S Roadster, Ferrari 308 GTS, Supercoches como el Bugatti Veyron, e incluso prototipos, tales como el Mercedes-Benz Biome.
Las persecuciones son un elemento frecuente especialmente en los primeros juegos, pero se enfatiza en favor de saltos acrobáticos y maniobras acrobáticas como en Airborne; hicieron un cambio, sin embargo, con Overdrive y Nitro, los cuales combinaron los elementos de Airborne y anteriores juegos de la serie.
En el transcurso del juego, los jugadores irán obteniendo acceso a varias pistas de carrera, muchas de ellas son modelados de localizaciones reales y ciudades importantes, y mejoras para vehículos que pueden ser compradas con dinero ganado en una carrera, o en juegos posteriores, con fichas o compras dentro de la aplicación usando dinero real. La dificultad de los eventos se incrementa dependiendo del progreso de los jugadores en el juego, algunas veces requiriendo completar retos; E.J. Derribar un cierto número de oponentes o terminar la carrera sin destruir el vehículo.

## Historia
El primer juego de la serie es Asphalt Urban GT, que fue lanzado para la Nintendo DS y la N-Gage el 21 de noviembre de 2004, con versiones simplificadas de J2ME para teléfonos móviles siendo publicados el 2 de diciembre.
Asphalt 4: Elite Racing fue el primer juego de la saga en ser lanzado para iOS. Asphalt 6: Adrenaline fue el primero y hasta ahora el único juego de la saga en ser lanzado para MacOS X; después los lanzamientos de la serie serían exclusivos de Microsoft Windows, con Asphalt 7: Heat ser el primero en ser liberado en la Tienda Windows.
Asphalt 8: Airborne, la octava entrega principal y décimo título en general, fue lanzada en 2013 para iOS, Android, Windows y Blackberry, convirtiéndose en uno de los juegos más vendidos en la App Store de iOS y Google Play Store. Asphalt Nitro, el duodécimo título en la serie, fue publicado sin aviso en la propia App Store de Gameloft en mayo de 2015 para Android, junto con una versión J2ME 2.5 D para celulares. Un principal punto de venta de Nitro fueron los pocos recursos, que fue ayudada por el uso de procedimiento de generación.
Un free-to-play spin-off titulado Asphalt Overdrive fue lanzado para iOS y Android en septiembre de 2014. a Diferencia de los anteriores títulos de la serie, el juego se presenta como un "endless runner", similar a Temple Run y Subway Surfers, y no ofrece un tradicional modo de carrera. Overdrive es seguido por Asphalt Xtreme, que se centra en el estilo arcade de carreras off-road, y en 2016 con Asphalt: Street Storm, un videojuego de ritmo basado en el juego de NaturalMotion, CSR Racing. Streetstorm fue publicado en silencio en las Filipinas en diciembre de 2016 para dispositivos iOS.

## Juegos
Esta es la lista de juegos en esta serie:
- Asphalt: Urban GT (N-Gage, NDS, Java, BREW, DoJa, Navegador)
- Asphalt: Urban GT 3D (N-Gage,NDS,java,Navegador)
- Asphalt: Urban GT 2 (N-Gage, NDS, PSP, symbian OS, J2ME)
- Asphalt 3: Street Rules (N-Gage (servicio), Windows mobile, symbian OS, J2ME)
- Asphalt 4: Elite Racing (iOS, iPod, N-Gage (servicio), J2ME, DSiWare, BlackBerry OS, Windows Mobile, Symbian OS)
- Asphalt 5 (iOS, webOS, Symbian^3, Windows Phone 7, Android, Bada)
- Asphalt 6: Adrenaline (iOS, OS X, Android, Symbian^3, J2ME, webOS, BlackBerry Tablet OS, Bada)
- Asphalt Audi RS 3 (iOS)[7]
- Asphalt 3D (3DS)
- Asphalt: Injection (PS Vita, Android)
- Asphalt 7: Heat (Android, iOS, BlackBerry 10, Windows Phone 8, Windows 8, Windows 10, BlackBerry Tablet OS)
- Asphalt 8: Airborne (Android, iOS, tvOS, Windows Phone 8, Windows 8, BlackBerry 10, Windows 10, Tizen)
- Asphalt Overdrive (Android, iOS, Windows Phone 8, Windows 8, Windows 10)
- Asphalt Nitro (Android, JavaME, Tizen)
- Asphalt Xtreme (Android, iOS, Windows 8, Windows Phone 8, Windows 10 Mobile, Windows 10)
- Asphalt Street Storm (Android, iOS, Windows 8, Windows 10)
- Asphalt Legends Unite (iOS, Android, Windows 10, macOS, Nintendo Switch, Xbox One, Xbox Series X/S)
- Asphalt Nitro 2 (Android)
- Asphalt Moto Blitz DX (Arcade)